# Катастрофа Як-40 под Степанакертом
Катастрофа Як-40 под Степанакертом — авиационная катастрофа, произошедшая утром в среду 1 августа 1990 года в окрестностях Степанакерта. Авиалайнер Як-40 Ереванского ОАО авиакомпании «Аэрофлот» выполнял плановый пассажирский рейс Е-35Д по маршруту Ереван — Степанакерт, но при заходе на посадку в аэропорту Степанакерт лайнер врезался в гору и полностью разрушился. Погибли все 46 человек на борту — 43 пассажира и 3 члена экипажа.
На момент событий это была крупнейшая катастрофа самолёта Як-40 (на 2024 год — третья, после катастроф в Хороге и под Махачкалой).

## Самолёт
Як-40 с бортовым номером 87453 (заводской — 9431036, серийный — 36-10) был выпущен Саратовским авиационным заводом 9 сентября 1974 года и передан Министерству гражданской авиации, которое к 7 октября направило его во 2-й Ереванский авиаотряд Армянского Управления гражданской авиации.

## Экипаж и пассажиры

### Экипаж
Як-40 пилотировал экипаж из 279-го лётного отряда, в состав которого входил:
Командир воздушного судна (КВС) — Арарат Л. Даллакян
Второй пилот — Александр Ованнисян
Бортмеханик — Жора Давтян

### Пассажиры
Поначалу в салоне разместились 30 пассажиров с билетами, затем командир в нарушение правил взял на борт ещё 13 незаконных пассажиров, которые были без билетов.

## Катастрофа
1 августа 1990 года в 09:41 местного времени (08:41 МСК) рейс Е-35Д вылетел из Ереванского аэропорта Звартноц, рейс выполнял Як-40 борт СССР-87453, летящий из Еревана в Степанакерт. Установленные эшелоны полёта на трассе Ереван — Степанакерт находились в районе 5100—6600 метров, но экипаж сумел получить у диспетчера разрешение на занятие эшелона 4500 метров, который занял после пролёта ОПРС Андраник (39°49′47″ с. ш. 44°59′34″ в. д.), хотя минимальная безопасная высота на трассе была установлена 4516 метров.
В 09:47 диспетчер аэропорта Эребуни дал указание экипажу переходить на связь с диспетчером подхода, при этом неверно назвал расстояние между самолётом и аэропортом вылета — 20 километров, тогда как на самом деле оно составляло 35 километров. Далее экипаж связался с диспетчером подхода и тот назвал правильное расстояние до аэропорта — 35 километров. Однако экипаж пропустил «мимо ушей» исправленные данные и далее руководствовался первоначальными неверными, пользуясь которыми неверно рассчитал свою путевую скорость. В результате эта погрешность в расстоянии начала постепенно увеличиваться, в том числе и из-за попутного ветра. Так 09:50 экипаж доложил о пролёте Андраника, хотя уже находился в 17 километрах за ним, а в 09:57 — Азизбекова, за которым находился уже в 21 километре. Фактически экипаж не выполнял комплексное самолётовождение. Радиокомпас АРК-9 с момента вылета из аэропорта Эренбуни был настроен сразу на приводную радиостанцию Степанакертского аэропорта, полёт к которому выполнялся пассивным методом. При этом экипаж при полёте по маршруту исправно выполнил четыре доворота налево: 09:50:10 — на курс 110°, 09:53:10 — на курс 90°, а затем на курсы 81° и 75°. С учётом неверного определения удаления от аэропорта это привело к тому, что в 09:49 экипаж прошёл Андраник левее на 2 километра, а в 09:55 — Азизбеков левее уже на 4 километра.
Стоит отметить траекторию полёта, которая отличалась от установленной тем, что была спрямлена. Дело в том, что давно зревший Карабахский конфликт в 1990 году перешёл уже в фазу вооружённых столкновений между азербайджанцами и армянами, в результате чего армянские экипажи старались избегать полётов над азербайджанской территорией ввиду опасения быть сбитыми. В свою очередь, в схеме захода на посадку в аэропорт Степанакерт предусмотрен манёвр в районе ОПРС Агдам, который находится в 20 километрах к север-западу на территории Азербайджанской ССР. В результате, спрямляя маршрут, командир хотел на последней прямой двигаться до эшелона перехода 2400 метров, а затем выйти на ОПРС Степанакерт с курсом 75°, что позволяло выполнить манёвр захода на посадку за минимальное время.
В 09:59, когда экипаж доложил о пролёте ОПРС Азизбеков, а фактически был уже в 21 километре за ним, ему было дано указание переходить на связь с диспетчером аэропорта Кафан. Когда экипаж связался с ним, диспетчер дал указание сохранять эшелон 4500 метров до траверза Лачина, который являлся рубежом снижения, но при этом, кстати, весьма условен, так как не был маркирован и даже не внесён в инструкции по производству полетов Кафанского и Степанакертского аэродромов. К тому же диспетчер не стал наблюдать за самолётом и не сообщил экипажу расстояние и азимут относительно аэропорта, а экипаж, в свою очередь, не стал докладывать о расчётном времени пролёта траверза Лачина, а также не стал уточнять своё местонахождение.
К тому моменту командир уже начал сомневаться в расчётах по определению местонахождения самолёта, но землю скрывала сплошная облачность с верхней границей 3000—3300 метров. Затем слева на траверзе он, как ему показалось, увидел высоту 2823 метра и в 10:03:00 доложил о расчётном времени снижения, на что диспетчер, проверив по радиолокатору местонахождение самолёта, дал разрешение снижаться на траверзе Лачина с безопасного эшелона до эшелона 3900 метров. На самом же деле увиденная гора являлась высотой 3616 метров, поэтому неверно определивший своё местонахождение экипаж начал преждевременный спуск (до траверза). Так как диспетчер аэропорта Кафан не контролировал полёт авиалайнера, то экипаж, достигнув в 10:07 эшелона 3900 метров, не стал докладывать об этом и без задержки самовольно продолжил спуск. В 10:08 экипаж, намеренно назвав диспетчеру неверную высоту 3900 метров, запросил переход на связь с аэропортом Степанакерт. Кафанский диспетчер не наблюдал за самолётом и не знал его фактическую высоту, к тому же у него отсутствовала прямая связь со степанакертским диспетчером, но тем не менее он дал разрешение экипажу перейти на связь с аэропортом посадки.
Когда в 10:08 экипаж вышел на связь с диспетчером аэропорта Степанакерт, ошибка в определении местонахождения рейса уже достигала 24 километров. Экипаж был намерен совершить посадку с кратчайшего манёвра, поэтому авиалайнер снижался по курсу 75°, как казалось экипажу, на БПРМ. Командир сообщил диспетчеру о входе в зону на высоте 3900 метров и пролёте перевала Лысогорского и запросил разрешение снизиться до высоты 2400 метров на БПРМ. В Степанакертском аэропорту не было радиолокатора, однако диспетчер не зная о фактическом местонахождении самолёта разрешил снизиться до высоты 3000 метров на ДПРМ.
В 10:09:57 снижающийся в облаках Як-40 в Лачинском районе в 32 километрах северо-западнее Степанакертского аэропорта без крена и в полётной конфигурации на высоте 2520 метров врезался в гору Карабахского хребта высотой 2853 метра и полностью разрушился. Все 46 человек на борту погибли. На момент событий это была крупнейшая среди катастроф Як-40, на 2013 год — третья (после катастроф в Хороге и под Махачкалой).

## Причины
Заключение: Катастрофа произошла вследствие сочетания следующих факторов: 
1. Нарушений КВС установленных директивными документами правил полётов, выразившихся в неудовлетворительном самолётовождении, спрямлении маршрута и преждевременной самовольном снижении до высоты ниже безопасной, что привело к столкновению с горой.
2. Нарушений диспетчерами УВД аэропортов Эребуни, Кафан и Степанакерт правил УВД в своих зонах, выразившихся в невыполнении правил контроля за полётами ВС и невмешательстве в действия экипажа, нарушившего правила самолётовождения и режим полёта, что не позволило своевременно предотвратить столкновение самолёта с препятствием. У диспетчеров на МВЛ Ереван—Степанакерт сложился стереотип работы: разрешать те условия подхода, которые запрашивают экипажи.

Данные нарушения стали возможными вследствие наличия недостатков в организации лётной работы, полетов и управления воздушным движением на МВЛ Ереван—Степанакерт Армянского и Азербайджанского УГА.
— 